# Protocuspidaria atlantica
Protocuspidaria atlantica är en musselart som beskrevs av Allen och Morgan 1981. Protocuspidaria atlantica ingår i släktet Protocuspidaria och familjen Cuspidariidae. Inga underarter finns listade i Catalogue of Life.